# The taste of summer on your skin
The taste of summer on your skin is een EP van Aidan Baker. De EP uitgegeven op een 3”-compact disc bevat in totaal 20 minuten muziek. De tracks hebben verder geen titels anders dan I (7:44), II (7:37) en III (5:06). In 2005 volgde een heruitgave. 
Aidan Baker bespeelt elektrische en akoestische gitaar, basgitaar en viool